# Utopia (album d'Utopia)
Cet article concerne l'album d'Utopia. Pour l'album de No One Is Innocent, voir Utopia.
Pour les articles homonymes, voir Utopia (homonymie).
Albums de Utopia
Swing to the Right
(1982) Oblivion
(1984)
Utopia est le huitième album du groupe du même nom, sorti en 1982.
L'album original paraît avec une « troisième face », un disque bonus contenant cinq chansons supplémentaires.

## Titres

### Face 1
1. Libertine – 2:48
2. Bad Little Actress – 2:53
3. Feet Don't Fail Me Now – 3:08
4. Neck On Up – 2:54
5. Say Yeah – 3:04

### Face 2
1. Call It What You Will – 3:48
2. I'm Looking at You But I'm Talking to Myself – 3:40
3. Hammer in My Heart – 4:11
4. Burn Three Times – 3:14
5. There Goes My Inspiration – 3:26

### Face 3
1. Princess of the Universe – 3:30
2. Infrared and Ultraviolet – 2:18
3. Forgotten but Not Gone – 2:32
4. Private Heaven – 3:12
5. Chapter and Verse – 3:41